# Traoré Dossahoua André
Traoré Dossahoua André, né le 1er janvier 1945 à Blességué dans le département de Kouto, est un botaniste ivoirien et professeur de botanique à l’Université d'Abidjan, spécialiste des Cyperaceae. Il compte au nombre des premiers botanistes à avoir entrepris l'étude des Cyperaceae en Côte d'Ivoire.

## Biographie

### Études
Traoré Dossahoua André est originaire du nord de la Côte d'Ivoire dans le département de Kouto. C'est là qu'il fera ses études primaires à l'École Privée Catholique de Kouto de 1951 à 1959. Après ses études secondaires au Collège Notre Dame d'Afrique d'Abidjan, il obtient successivement sa Maîtrise de Sciences Naturelles et son Certificat de Biologie de la Reproduction, à l'Université d'Abidjan, puis un CAPES en Sciences Naturelles à l'Ecole Normale Supérieure d'Abidjan. Il obtient par la suite un DEA en Écologie Tropicale, Option Végétale à l'Université d'Abidjan. Il est titulaire d'une thèse de Doctorat de 3e cycle de l'Université d'Abidjan et une thèse de doctorat ès science en Sciences Naturelles, de l'Université Bordeaux Montaigne ex-Université de Bordeaux III, en France,.

### Appartenance
Traoré Dossahoua André est également membre des sociétés savantes suivantes :
- Association Ivoirienne des Sciences Agronomiques (A.I.S.A.) ;
- Association des Sciences, des Arts, des Cultures d'Afrique et des Diasporas Africaines (ASCAD), 2007[4] ;
- Association des Botanistes de l'Afrique de l'Ouest (A.B.A.O) ;
- Conseil Scientifique du Centre Suisse de Recherches Scientifiques (CSRS), 2001-2018[5] ;
- Think Tank anti Covid-19  en Côte d'Ivoire pour la recherche et le développement, 2020[6] ;

Il fut également : 
- Membre du Comité de lecture des Annales de l'Université Nationale de Côte d'Ivoire ;
- Membre du Comité de Rédaction de la Revue Internationale Agronomie Africaine ;
- Consultant pour l'avancement des chercheurs ivoiriens ;
- Premier Vice-Président de l'Association des Botanistes de l'Afrique de l'Ouest (A.B.A.O.) ;
- Rédacteur en Chef des Annales de Botanique de l'Afrique de l'Ouest, Revue Scientifique de l'A.B.A.O ;
- Lauréat du concours des meilleures projets de recherches de l'Université de Cocody, pour l'année académique 1995-1996, sur la lutte contre les plantes vasculaires parasites du Karité, dans le Nord de la Côte d'Ivoire ;
- Membre du Comité Scientifique de l'ASCAD.

Durant ses activités académiques, il a dirigé 6 thèses de doctorat de 3e cycle (1996-2002), 23 thèses de doctorat unique (2005-2013), 6 thèse de doctorat d'état (2002-2008) et 56 DEA (1989-2010).

## Hommages

### Distinctions
- Commandeur du mérite de l'éducation nationale, 26 décembre 2006 ;
- Chevalier de l'Ordre du Mérite Ivoirien, 16 mars 2007, Décret 2007-160 ;
- Chevalier du Mérite de l'Ordre National, 7 août 2010 ;
- Officier de l'Ordre National, 10 janvier 2019.

## Œuvres

### Projets de recherche
Traoré Dossahoua André a été Coordonnateur pour l'ABN-RAB dans le projet des zones inondées du Togo et de la Côte d'Ivoire. Entre 1996 et 2000, lors du Projet ECOSYN (Union Européenne - Université Agronomique de Wageningen, Hollande), il a été superviseur pour le volet lianes, dans les forêts de la Guinée au Ghana.
La même année (2000 à 2010), fort du succès des résultats obtenus, il est nommé superviseur du Projet BIOTA W4, en partenariat avec l'Université de Rostock en Allemagne.

### Conférences prononcées
Traoré Dossahoua André a animé plusieurs conférences en rapport avec la préservation de la forêt ivoirienne. Il s'agit par exemple de : Peut-on sauver les blocs forestiers de l'Afrique de l'Ouest ? Le cas de la Côte d'Ivoire (15 février 1991) ; Gestion des ressources naturelles et préservations de la biodiversité floristique, en Côte d'Ivoire (19 mai 1992) ; En ethnobotanique, comment divers taxons végétaux sont sollicités en Côte d'Ivoire et ailleurs dans le monde ? (30 juillet 2019).

### Publications scientifiques
Traoré Dossahoua est l'auteur de 89 publications scientifiques : 2 thèses de doctorat, 6 articles en auteur unique, 70 en co-auteurs, 11 chapitres de livres.
Quelques titres
- Forest Climbing Plants of West Africa: Diversity, Ecology and Management. Frans Bongers, Wageningen University, The Netherlands, Marc Parren, Wageningen University, The Netherlands, Dossahua Traoré, University of Cocody, Côte d'Ivoire, 2005, 288 Pages.

- Implications for conservation and management IN Biodiversity of West African forests : an ecological atlas of woody plant species. Frans Bongers, Lourens Poorter, V. Beligne, Hawthorne W.D., François N'Guessan Kouamé, Marc Parren, Dossahua Traoré, Wallingford : CABI, 2004, 87-98.  (ISBN 9780851997346)

- La flore. Les plantes vasculaires IN La biodiversité en Côte d'Ivoire : État des lieux et facteurs de menace. Atlas de la Biodiversité de l'Afrique de l'Ouest, Tome III. N'Guessan Kouamé, François N'guessan Kouamé, Dossahua Traoré, Laurent Aké-Assi, Côte d'Ivoire : BIOTA Afrique, 2011, 162-165.

- Les Rotins IN Zones d'importance écologique particulière et valorisation de la biodiversité. Atlas de la Biodiversité de l'Afrique de l'Ouest, Tome III . Edouard Konan Kouassi, François N'Guessan Kouamé, Dossahua Traoré, Laurent Aké-Assi, Côte d'Ivoire : BIOTA Afrique, 2011, 326-329.